# Stone Cold
Stone Cold — песня, записанная американской певицей Деми Ловато для её пятого студийного альбома Confident (2015). Написана Ловато и певицей Лале, спродюсирована ею же. Была выпущена 9 октября 2015 года в качестве единственного промосингла для альбома за неделю до его выхода. 21 марта 2016 года была отправлена на радиостанции в качестве третьего сингла.
Песня получила положительные отзывы от музыкальных критиков, её сравнили с ранним хитом Ловато Skyscraper (2011) и работами британской исполнительницы Адель.

## Композиция
«Stone Cold» — это поп-сентиментальная баллада, вдохновлённая соулом. Была написана Деми и Лале. Слова песни дают нам посмотреть картину боли, когда бывший парень после расставания уходит к другой, пытаясь найти своё счастье ещё раз. Ловато хвалили за её «сырую» доставку, сильный текст и ставили положительные сравнения с её ранним гимном «Skyscraper» и певицей Адель.
Во время интервью с Райаном Сикретсом она сказала: «Эта песня — песня вашего разбитого сердца. Я хотела, чтобы у меня была такая песня, которую люди могли бы слушать, когда проходят через что-то, или думаю о том времени, когда они были разбиты». Она также добавила, что «Stone Cold» «это тип песни, которую люди могли бы почувствовать своим сердцем и выпустить свои кишки наружу».

## Восприятие критиков
Мегги Малач из интернет-магазина Bustle написала позитивный отзыв, и прокомментировала Ловато за её «талант вместо опирания на стоимость продукции». Кристина Гарибальди из MTV похвалила вокал Деми, отметив, что он «достиг новых высот».

## Музыкальное видео
Запись из студии была выложена 7 октября 2015 года в качестве промо. Полная версия клипа была выложена 23 февраля 2016 года.

## Чарты
| Чарт (2015-16)                                | Пиковая позиция |
| --------------------------------------------- | --------------- |
| Канада (Billboard Canadian Hot 100)           | 79              |
| US Bubbling Under Hot 100 Singles (Billboard) | 2               |
| США (Billboard Pop Airplay)                   | 36              |